# Ironville, Kentucky
Ironville är en ort i Boyd County i delstaten Kentucky, USA.